# Crunchyroll EMEA
Crunchyroll SAS, también conocido como Crunchyroll EMEA (anteriormente VIZ Media Europe, SAS), es un editor de manga y distribuidor de anime europeo con sede en París, Francia. Establecida como Viz Media Europe, fue la compañía hermana europea de VIZ Media hasta 2019. La empresa es distribuidor y licenciatario de anime en la región EMEA (Europa, Oriente Medio y África)
Mantiene asociaciones con canales de televisión, distribuidores de DVD y editores de manga. La compañía solía tener su sede en Ámsterdam. La compañía abrió sus operaciones en París el 15 de enero de 2007. Crunchyroll SAS es propiedad mayoritaria de Crunchyroll, aunque Hitotsubashi Group conserva la propiedad total del antiguo negocio de licencias de publicación de Viz Media Europe.
El 2 de abril de 2020, la compañía anunció que se había cambiado el nombre a Crunchyroll SAS, y todas las antiguas marcas de Viz Media se renombraron como marcas Crunchyroll.

## Historia

### Viz Media Europe
La empresa estadounidense Viz Media LLC. reorganizó su área de negocio europea en 2007. Como parte de esta reorganización, Viz Media trasladó su sede europea de Ámsterdam (Países Bajos) a París (Francia).
La empresa resultante se fundó el 15 de enero de 2007 con el nombre de Viz Media Europe y se hizo cargo de todas las actividades de Viz Media en Europa, Oriente Medio y África.
En 2009, la empresa francesa Kazé se incorporó al grupo y el grupo Hitotsubashi compró la editorial suiza de DVD Anime Virtual y la editorial alemana AV Visionen. Anime Virtual se convirtió en Viz Media Suiza en 2011 y desde entonces ha estado subordinado al grupo Viz Media Europe. El anime y el manga se distribuyen en Francia y Alemania a través del sello Kazé.
En 2013, Viz Media Europe abrió una plataforma de Video bajo demanda para el mercado francés con el nombre de Anime Digital Network, que surgió de la fusión de KZPlay y Genzai.

### Crunchyroll SAS
En diciembre de 2019, Crunchyroll se convirtió en el accionista mayoritario del grupo VIZ Media Europe. Con la elección de John Easum para cubrir el rol de Jefe de Crunchyroll EMEA, además de cambiando el nombre del grupo europeo a Crunchyroll SAS.
VIZ Media Europe Group agrupa a las subsidiarias VIZ Media Europe, VIZ Media Switzerland, AV Visionen, KAZÉ, KAZÉ Manga, Anime on Demand y Anime Digital Network (en asociación con Citel, una subsidiaria de Média-Participations).
Anime Digital Network fue inicialmente una empresa conjunta entre Crunchyroll SAS y Citel. Crunchyroll anunció el 27 de julio de 2022 que se separaba de Anime Digital Network y Média-Participations es ahora el único propietario de la plataforma.

## Crunchyroll SAS/EMEA Conteniendo
•Licencias Obtenidas por la adquisición:
- A Penguin's Troubles
- Bleach
- Blue Dragon
- Buso Renkin
- Croket!
- Death Note
- Deko Boko Friends
- Detective Conan
- Doraemon[2]
- Grandpa Danger
- Hamatora
- Hamtaro
- Honey and Clover
- Ichigo 100%
- InuYasha
- Jewelpet
- Kekkashi
- Kirarin Revolution
- M.A.R.
- Magi: The Labyrinth of Magic
- Mega Man Star Force
- Mirmo
- Naruto
- Neuro
- Nisekoi
- One-Punch Man
- Sailor Moon
- Zoids Genesis
- Yo-kai Watch[3]

•Licencias adquiridas después de la adquisición:
- Dr.STONE
- The Rising of The Shield Hero